# Chapelle Sainte-Bernadette de Sucy-en-Brie
Pour les articles homonymes, voir chapelle Sainte-Bernadette.
La chapelle Sainte-Bernadette de Sucy-en-Brie est une chapelle catholique située à Sucy-en-Brie dans le Val-de-Marne, en France,.

## Localisation
Le monument se trouve dans le département du Val-de-Marne, dans la métropole du Grand Paris et dans l'arrondissement de Créteil.

## Historique
Cette chapelle est le fruit de dons effectués par la famille Altemeyer, dans les années 1930, pour briser l'isolement spirituel des habitants de plateau de Sucy-en-Brie.
Grâce à eux et à d’autres souscripteurs, cette chapelle d'apparence très simple est construite sur les Hauts de la paroisse et ouverte au culte en mars 1936.